# Et skud fra hjertet
Et skud fra hjertet (en danès, Un tret des del cor) és una pel·lícula dramàtica de ciència-ficció de baix pressupost danesa del 1986, dirigida per Kristian Levring (en la que va ser la seva opera prima recent graduat de l'Escola de Cinema Danesa) i escrita per Leif Magnusson.

## Sinopsi
En un futur no gaire llunya, el Nord d'Europa es troba com una zona desolada, deserta i salvatge. Un grup de soldats d'un país indeterminat ha de portar qui afirmen que és un perillós presoner polític (Claus Flygare) cap al sud, però el seu autobús de transport és atacat pels bandits. Només el presoner i un jove recluta (Lars Oluf Larsen) sobreviuen, i ara han de travessar la zona perillosa per arribar al destí. Per casualitat, però, aconsegueixen que els acompanyi una noia jove (Susanne Voldmester). A poc a poc, el recluta comença a dubtar de la seva missió perquè sap que el presoner serà torturat i executat quan arribi.

## Repartiment
- Claus Flygare
- Lars Oluf Larsen
- Susanne Voldmester
- Niels Skousen
- Pouel Kern
- Frank Schaufuss
- Steen Birger Jørgensen
- Lars Sidenius
- Ejner Jensen
- Claus Lembek
- Morten Suurballe
- Lizzie Corfixen
- Henrik Birch